# Ryan Day
Ryan Day (23. březen 1980 Pontycymer, Bridgend, Wales) je od roku 1999 profesionální hráč snookeru. Finalista 2007 Malta Cup, Shanghai Masters a 2008 Grand Prix. Nejvyššího breaku 147 bodů dosáhl na malém bodovaném turnaji Asian Tour 2 - Haining Open v roce 2014.

## Kariéra

### Profesionál

#### První roky 1999 - 2003
Ryan Day se dostal v roce 2000 na Welsh Open do last 16, kde prohrál s Johnem Higginsem 1-5. V sezóně 2000/2001 byl last 32 Scottish Open, kde prohrál s Paulem Hunterem 3-5 a byl ve čtvrtfinále nebodovaného turnaje Benson & Hedges Championship v roce 2000, aby se v následujícím roce 2001 stal jeho vítězem, když porazil ve finále Hugha Abernethyho 9-5.
Na Masters 2002 se probojoval do last 16. Prvním kole vyřadil „wild card“ Dave Harolda 6-3, ale v druhém prohrál se Stephenem Hendrym 0-6.

#### Sezóna 2004/2005
Day byl ve čtvrtfinále Welsh Open, když porazil v prvním kole Andy Hickse 5-3, v dalším Barry Pinchese 1-5, v last 32 Steva Davise 5-2 a v last 16 Ali Cartera 5-2. Ve čtvrtfinále měl proti sobě Marka Kinga, se kterým prohrál 4-5. Dostal se ještě do last 16 na China Open, kde prohrál se Stephenem Hendrym 1-5.

#### Sezóna 2005/2006
Day dosáhl v této sezóně nejvýše na China Open last 16, kde prohrál s Barry Hawkinsem 3-6. V last 16 byl ještě na mistrovství světa, když zvítězil v prvním kole nad Stuartem Binghamem 10-7 a v last 32 nad Joem Perrym 10-3. V last 16 měl za soupeře Ronnieho O'Sullivana, který vyřadil Ryana Daye 13-10.

#### Sezóna 2006/2007
Tato sezóna znamenala pro Daye velký skok vpřed. Byl ve čtvrtfinále Northern Ireland Trophy s Ronniem O'Sullivanem, které prohrál 1-5. Dostal se do last 16 na Grand Prix, kde prohrál s Ianem McCullochem 3-5. Na bodovaném turnaji Malta Cup v roce 2007 se probojoval až do finále, kde až pak prohrál se Shaunem Murphym 4-9. Ve světovém žebříčku se dostal poprvé mezi nejlepších 16 hráčů, což znamenalo, že bude automaticky nasazovaný do turnajů Main tour. Sezónu ukončil jako světová šestnáctka. 

#### Sezóna 2007/2008
Day na bodované Shanghai Masters 2007 byl až ve finále. V první kole vyřadil Tony Draga 5-1, ve druhém kole Iana McCullocha 5-3, ve čtvrtfinále Matthewa Stevense 5-3, v semifinále Graema Dotta 6-2. Ve finále se střetl s Dominicem Daleem, ale prohrál 6-10. Na Grand Prix byl poražen v last 16 Shaunem Murphym 5-3 a v Northern Ireland Trophy také v last 16 prohrál s Markem Allenem 3-5. Na pozvánkovém Masters měl v last 16 proti sobě Petera Ebdona, se kterým prohrál 4-6. Na Welsh Open byl také v last 16, když nad ním Stephen Hendry zvítězil těsně 5-4. Probojoval se do semifinále China Open, kde prohrál se Stephenem Maguirem 6-5. Byl čtvrtfinalistou mistrovství světa. V prvním kole vyřadil Michaele Judgeho 10-6, v last 32 Johna Higginse 13-9 a ve čtvrtfinále podlehl Stephenovi Hendrymu 7-13. Sezónu ukončil jako světová osmička.
Sezóna 2008/2009

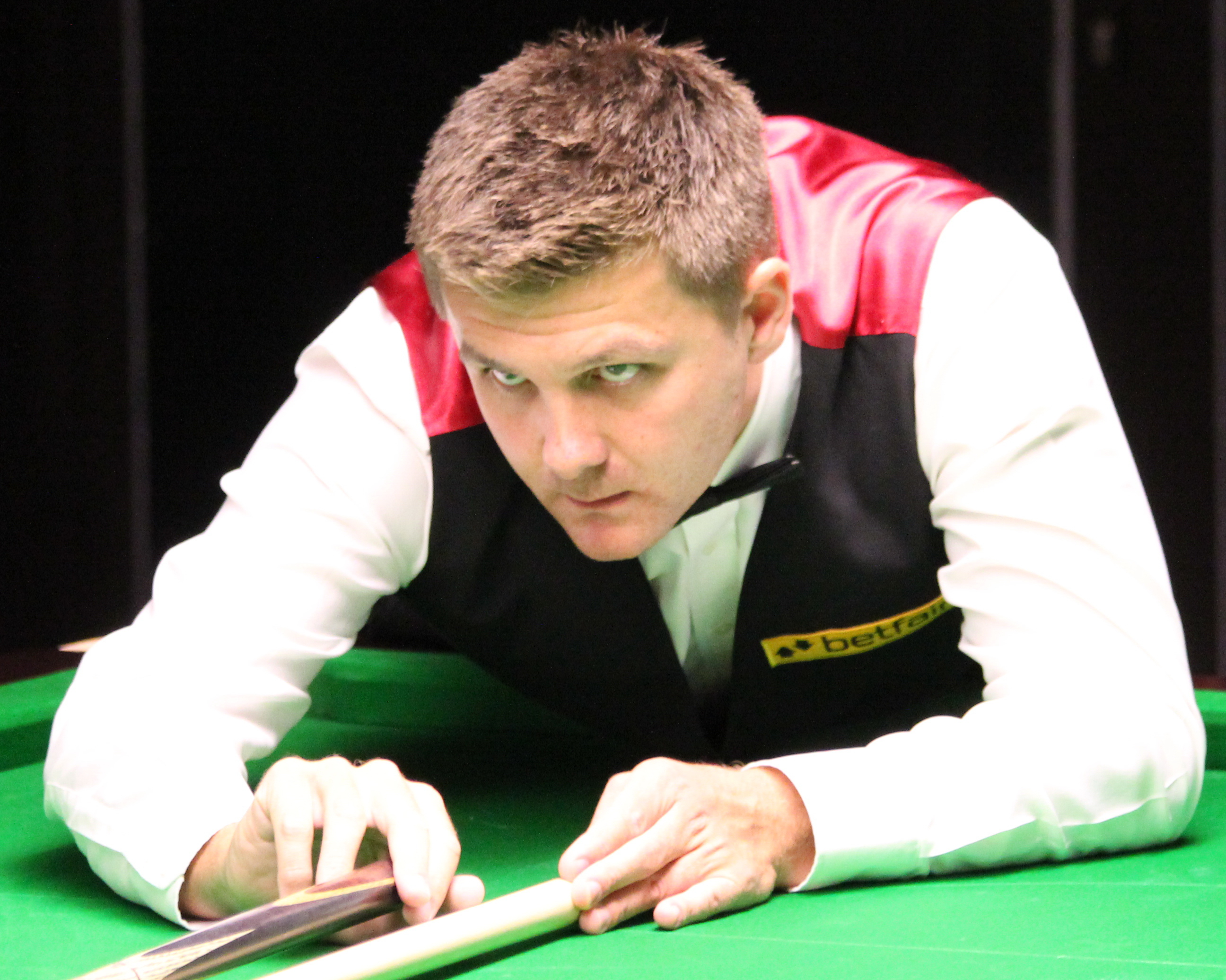
Ryan Day PHC 2012

Hned na začátku sezóny se dostal Day do semifinále bodovaného turnaje Jiangsu Classic, kde prohrál s domácí čínskou hvězdou Dingem Junhuiem 0-4. Probojoval se do finále Grand Prix v Glasgow, když porazil v prvním kole Ricky Waldena 5-4, v last 16 Marka Selbyho 5-4, ve čtvrtfinále Jamie Copea 5-1 a v semifinále Allistera Cartera 6-5. Ve finále prohrál s Johnem Higginsem 7-9. Byl také v semifinále China Open, kde opět John Higgins postoupil s výhrou 6-4. Na mistrovství světa zvítězil v prvním kole nad Stephenem Lee 10-4 a v last 16 vyhrál nad Nigelem Bondem 13-5. Ve čtvrtfinále ale prohrál s Markem Allenem 11-13. Day se umístil zatím nejvýše ve světovém žebříčku a to na šestém místě.
Sezóna 2009/2010
Day byl v této sezóně ve čtyřech čtvrtfinále. V nebodované Pro Challenge Series 2 ve Walesu prohrál ve čtvrtfinále s Anthony Hamiltonem 1-5. Na Shanghai Masters porazil Li Yana a Matthew Stevense, ale pak prohrál ve čtvrtfinále s Johnem Higginsem 1-5. Dostal se do čtvrtfinále pozvánkového a prestižního Masters, kde zvítězil v prvním kole nad Joem Perrym 6-0, ale prohrál v dalším kole se Stephenem Maguirem 1-6. A byl také ve čtvrtfinále Welsh Open, když přešel přes Tony Draga a Stephena Hendryho, jenže prohrál s Ali Carterem 2-5. Na World Championship vypadl již v prvním kole s Markem Davisem 8-10. Sezónu ukončil jako světová dvanáctka.

#### Sezóna 2010/2011
Day se v této sezóně umístil nejvýše ve čtvrtfinále bodovaného Wuxi Classic, kde prohrál s Dingem Junhuiem 1-5. Po nevýrazných výkonech tak vypadl ze světové top šestnáctky a skončil na 28. místě ve světovém žebříčku.

#### Sezóna 2011/2012

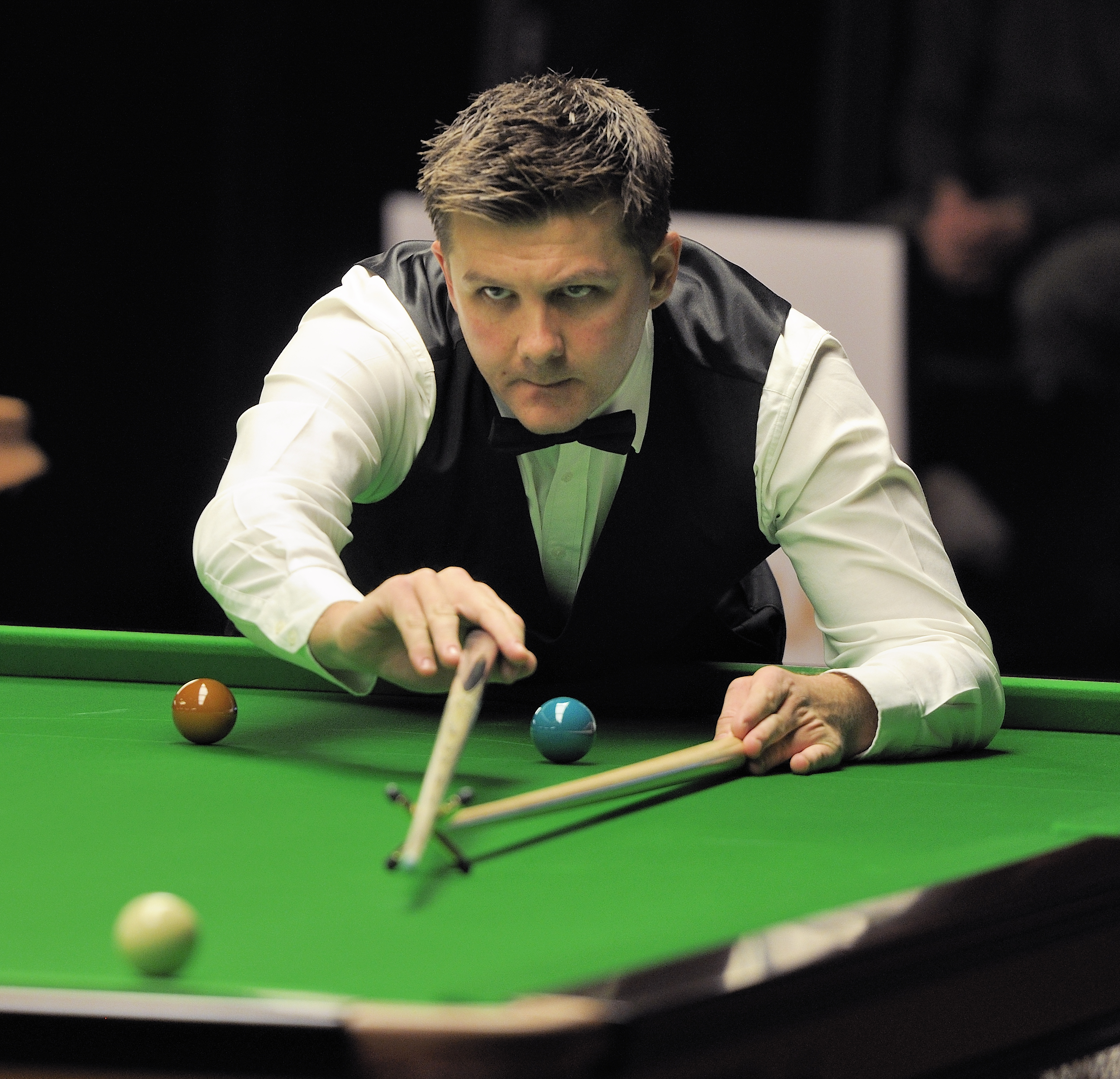
Ryan Day na German Masters 2014

Přestože sezóna byla turnaji nabitá, Day si nejlépe vedl na PTC 2 v Gloucesteru, které pro něho znamenalo čtvrtfinále s Dingem Junhuiem, které prohrál 2-4. V posledním turnaji sezóny, který je mistrovství světa, se probojoval ještě jednou do čtvrtfinále, ve kterém prohrál s Matthewem Stevensem 5-13. V předvečer zápasu měl Ryan migrénu, která ho trápila již dříve. Propadl se na 30. místo světového žebříčku. 

#### Sezóna 2012/2013
Day i v této sezóně končil v prvních kolech turnajů. Měl pouze dvě čtvrtfinále v malých bodovaných turnajích Players Tour Championship. V PTC v Gloucesteru prohrál s Alfiem Burdenem těsně 3-4 a ve druhém EPTC Paul Hunter Classic prohrál s Pankajem Advanim 1-4. Prohrál v posledním kvalifikačním kole na mistrovství světa s Benem Woollastonem 9-10. Sezónu ukončil na 31. místě světového žebříčku.

#### Sezóna 2013/2014
Na začátku sezóny to bylo European Tour 2 v Rotterdamu, ve kterém dosáhl Day na last 16. Na bodovaném Shanghai Masters opět last 16. Day zde prohrál s Barry Hawkinsem 2-5. Byl stažen ze soupisky Asian Tour 2. Pak se výkonnostně hodně zlepšil. Na European Tour 5 v  Mülheimu došel do čtvrtfinále, ve kterém prohrál s Dingem Junhuiem 1-4. V dalším čtvrtfinále byl na bodovaném International Championship v Chengdu, kde prohrál s Joem Perrym 1-6. Na European Tour Antwerp Open byl mezi last 16, když prohrál s Jackem Lisowským těsně 3-4. Zúčastnil se také pozvánkového Shoot-Out, kde dosáhl semifinále, ve kterém prohrál v zápase na jeden frame s Dominicem Daleem. Velmi dobře hrál v dalším turnaji Main Tour - German Masters v Berlíně. Až v semifinále ho vyřadil Ding Junhui 5-6. Na Players Championship Grand Final, které se tentokrát hrálo v UK v Prestonu, porazil v prvním kole Stuarta Binghama 4-3 a pak prohrál v last 16 s Barrym Hawkinsem 3-4. Také na mistrovství světa se tento rok probojoval do last 16, kde prohrál s Juddem Trumpem 7-13. Day si polepšil svými výkony ve světovém žebříčku o deset míst a ukončil sezónu na 21. místě.

#### Sezóna 2014/2015
Day pokračoval ve výkonech jako v uplynulé sezóně. Byl v semifinále Asian Tour 1 v Yixingu, kde nad ním vítězil Ding Junhui 4--2. Dosáhl čtvrtfinále na Asian Tour 2 v Hainingu. tento zápas prohrál s Oliverem Linesem 2-4. V last 32 proti Caovi Yupengovi se mu zde podařil první maximální break v jeho profesionální kariéře. Dostal se také do čtvrtfinále German Masters, kde těsně prohrál s Liangem Wenbem 4-5. Přestože se kvalifikoval pro mistrovství světa, vypadl v prvním kole s Markem Allenem 3-10. Skončil na 20. místě světového žebříčku.

#### Sezóna 2015/2016
Na začátku sezóny na European Tour 1 Riga Open dosáhl Day čtvrtfinále, kde prohrál s Graemem Dottem 0-4.

## Život mimo snooker
Ryan Day si vzal v červnu 2008 Lynsey, která je mladší sestrou druhé ženy jeho otce. Lynsey je o čtyři roky starší než Ryan a byla jeho dlouholetou láskou. Svatbu měli v Pontycymeru ve Walesu. Svatební cestu strávili na Krétě s jejich prvním dítětem. Spolu mají dvě dcery - Francescu, narozenou v srpnu 2006 a Lauren, narozenou v únoru 2010.

## Úspěchy
- Finálové účasti na Malta Cupu a Shanghai Masters v roce 2007
- Finále Grand Prix 2008

výhry v nebodovaném turnaji:
- 2001 vítěz Benson & Hedges Championship
- 2008 vítěz Austrian Open